# Jørgen Stubberud
Jørgen Stubberud (ur. 17 kwietnia 1883 roku w Bekkenstein, zm. 12 lutego 1980 roku w Oslo) – norweski stolarz i polarnik, uczestnik ekspedycji Roalda Amundsena na biegun południowy z lat 1910–1912, jeden z pierwszych ludzi, którzy postawili stopy na Półwyspie Edwarda VII.

## Życiorys

### Dzieciństwo i młodość
Urodził się 17 kwietnia 1883 roku w Bekkenstein nad fiordem Oslofjorden. Od najmłodszych lat pracował w gospodarstwie rolnym swego ojca, a także uczył się stolarstwa. Ponadto, uczestniczył w przewożeniu drogą morską piasku i cegieł oraz sprzedawał produkty rolne na targu w Kristianii (dzisiejszym Oslo). W 1908 roku pracował nad renowacją zakupionej przez Roalda Amundsena posiadłości w Uranienborg. Poprosił wówczas polarnika o możliwość uczestnictwa w projektowanej przez niego wyprawie na biegun północny.

### Podróż na biegun południowy
W 1910 roku wyruszył z Norwegii na statku "Fram" wraz z pozostałymi uczestnikami ekspedycji Amundsena. Na krótko przed opuszczeniem Madery został poinformowany o rzeczywistym celu podróży, jakim był biegun południowy. Gdy został zapytany, czy nadal chce uczestniczyć w wyprawie, odparł twierdząco. Po dotarciu na Antarktydę uczestniczył w budowie bazy Framheim. W sierpniu 1911 roku wyruszył na biegun południowy wraz z siedmioma towarzyszami. Z powodu złych warunków pogodowych wspólnie z nimi musiał zawrócić do bazy. Po powrocie, w wyniku kłótni jaka wywiązała się pomiędzy Amundsenem a Hjalmarem Johansenem, został odsunięty od uczestnictwa w wyprawie na biegun południowy. Miał natomiast wspólnie z Johansenem i Kristianem Prestrudem przeprowadzić eksplorację Półwyspu Edwarda VII.
Z bazy Framheim wyruszył wraz z dwoma towarzyszami 8 listopada 1911 roku. Pod koniec listopada dotarł na Półwysep Edwarda VII. W dniach 1-7 grudnia prowadził badania nunataków, wzmiankowanych już kilka lat wcześniej przez Roberta Falcona Scotta. 9 grudnia rozpoczął powrót do Framheimu, który osiągnął 16 grudnia. Później razem z Prestrudem i Johansenem uczestniczył w badaniach wybrzeża Zatoki Wielorybiej. 30 stycznia 1912 roku, po przybyciu do bazy powracającej z bieguna południowego grupy Amundsena, został ponownie zabrany na pokład "Frama" i rozpoczął powrót do Europy. Podobnie jak większość spośród pozostałych członków ekspedycji, do Norwegii dotarł przez Hobart na Tasmanii i Buenos Aires.

### Dalsza działalność
W 1916 roku uczestniczył w budowie statku "Maud", na którym Amundsen wypłynął w 1918 roku w podróż na Archipelag Arktyczny. Początkowo miał wziąć udział w tej ekspedycji, lecz ostatecznie zrezygnował z niej z powodu złego samopoczucia. Następnie pracował w tartakach, a w latach 1920-1921 – w elektrowni wodnej w Askim. Jego zadaniem było tam nadzorowanie wznoszenia tamy na rzece Glomma. Później pracował przez 23 lata jako stolarz, a po przejściu na emeryturę w 1953 roku dorabiał jeszcze przez 8 lat jako dozorca. Potem osiadł w swoim domu w Oslo, gdzie zmarł 12 lutego 1980 jako ostatni z uczestników wyprawy Amundsena na biegun południowy.

## Odznaczenia i upamiętnienie
Po powrocie z wyprawy na biegun południowy został odznaczony Złotym Medalem Bieguna Południowego (norw. nynorsk Sydpolsmedaljen), ustanowionym przez króla Haakona VII z okazji sukcesu wyprawy Amundsena.
Jego imieniem została nazwana znajdująca się na Antarktydzie Góra Stubberuda.